# Ermida de São João Batista (Entradas)
A Ermida de São João Baptista é um edifício religioso em ruínas, situado nas imediações da vila de Entradas, no Município de Castro Verde, em Portugal.

## Descrição e história
Os vestígios da ermida situam-se no alto de uma colina a cerca de setenta metros de distância da Ribeira de Terges, permitindo o controle da paisagem em redor. Está localizada na zona de Couto Pequeno, na propriedade do Monte de São João, a Nordeste da vila de Entradas. O edifício encontra-se em ruínas, tendo sobrevivido apenas algumas paredes. Durante trabalhos agrícolas nas imediações da ermida, foram descobertos vestígios osteológicos humanos, que poderiam indicar a existência de uma necrópole.
De acordo com as Memórias Paroquiais, elaboradas no século XVIII, a ermida teria sido construída em 1567 por um clérigo da Sé de Lisboa, clérigo Afonso Furtado de Mendonça, que nasceu na vila de Entradas.